# Jošinobu Išii
Jošinobu Išii (japonsko 石井 義信), japonski nogometaš in trener, * 13. marec 1939, Hirošima, Japonska, † 26. april 2018.
Za japonsko reprezentanco je odigral eno uradno tekmo.